# Betty Grable
Elizabeth Ruth Grable, detta Betty (Saint Louis, 18 dicembre 1916 – Santa Monica, 2 luglio 1973), è stata un'attrice, ballerina, cantante e modella statunitense.

## Biografia

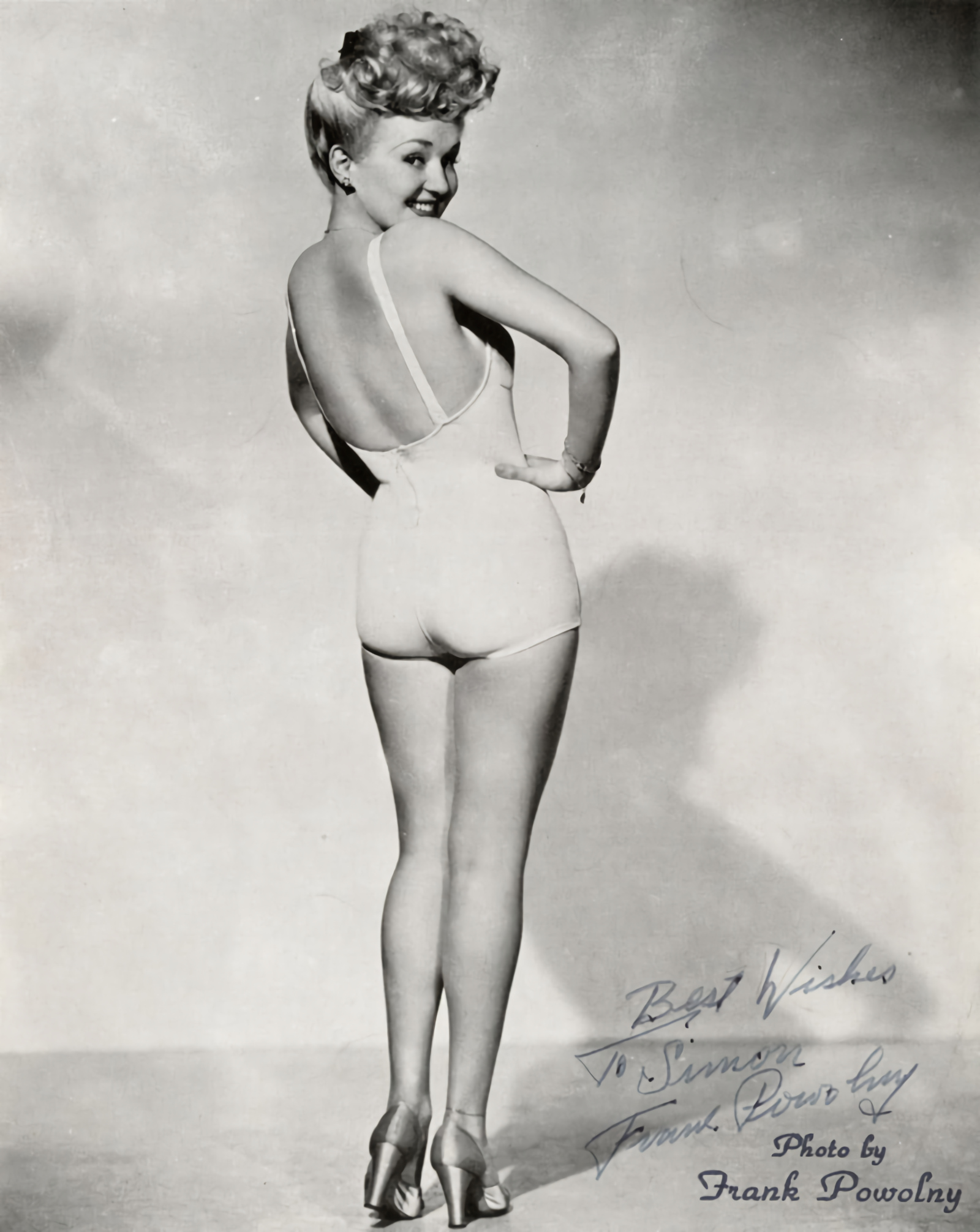
Betty Grable nell'immagine iconica in cui posa esibendo le sue "gambe da un milione di dollari"

Era la terzogenita di Lillian Rose Hofmann e John Conn Grable, agente di commercio. Una sua cugina di secondo grado era l'attrice del cinema muto Virginia Pearson.
Dalla seconda guerra mondiale fino alla guerra di Corea fu un simbolo per migliaia di soldati americani al fronte, che tenevano la sua immagine negli zaini, negli armadietti e sui cruscotti dei loro veicoli. Fu per lei e per altre attrici di genere burlesque o fetish, come Tempest Storm e Gypsy Rose Lee, che venne coniato il termine pin-up.
Soprannominata le gambe, divenne un idolo della gioventù d'Oltreatlantico ballando e cantando in una serie di film musicali prodotti dalla Twentieth Century Fox che ebbero grande successo nella prima metà degli anni quaranta. Tra le sue interpretazioni si ricordano Appuntamento a Miami (1941), In montagna sarò tua (1942) e La fidanzata di tutti (1944), film nei quali mise in evidenza il suo fisico armonioso e la vivacità della sua recitazione, e che le valsero il titolo di sex symbol.
Nel dopoguerra continuò a interpretare film brillanti come La signora in ermellino (1948) diretto da Ernst Lubitsch e Otto Preminger e L'indiavolata pistolera (1949) di Preston Sturges, e fece coppia con il cantante e ballerino Dan Dailey in tre pellicole: Come nacque il nostro amore (1947), Per noi due il paradiso (1950) e Butterfly americana (1951).
All'inizio degli anni cinquanta diradò le sue apparizioni cinematografiche per dedicarsi al teatro. Ebbe grande successo in due celebri commedie musicali, Bulli e pupe, nel ruolo di Miss Adelaide, e Hello, Dolly!, nella parte della stravagante Dolly Levi, due interpretazioni che ne fecero una stella di Broadway. Sempre in questo periodo apparve nel suo film rimasto più famoso, la commedia brillante Come sposare un milionario (1953), accanto a Marilyn Monroe e Lauren Bacall.

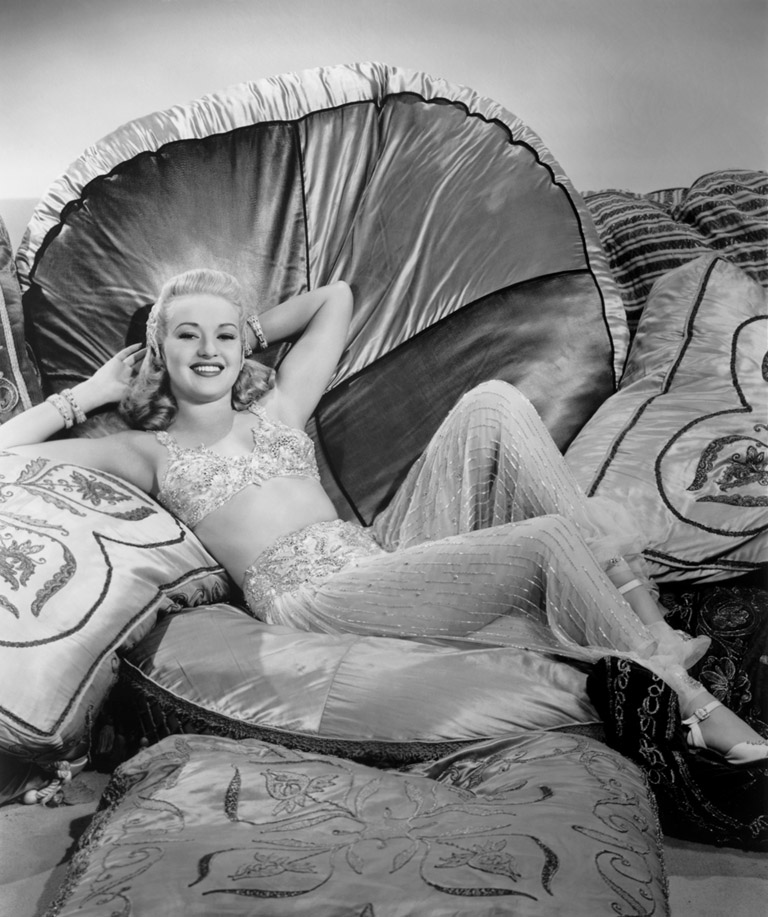
Betty Grable nel film del 1940 Tin Pan Alley

### Morte
Ammalatasi di cancro, morì il 2 luglio 1973, all'età di 56 anni. Al funerale erano presenti l'ex marito Harry James e le star Dorothy Lamour, Shirley Booth, Mitzi Gaynor, Johnnie Ray, Don Ameche, Cesar Romero, George Raft, Alice Faye e Dan Dailey. Inoltre, I Had the Craziest Dream, la canzone che canta in In montagna sarò tua, fu suonata in chiesa dall'organista.

## Vita privata
Nonostante il successo che nella vita riuscì ad ottenere, Betty Grable per tutta la sua vita soffrì di agorafobia e di sonnambulismo.
Nel 1937 Grable si sposò con l'ex attore bambino Jackie Coogan. Tuttavia l'uomo aveva dei problemi economici e i due divorziarono nel 1939. Nel 1943 la Grable sposò il trombettista Harry James, da cui ebbe due figlie, Vittoria (nata nel 1944) e Jessica (nata nel 1947 e morta nel 2016). Il loro matrimonio, che durò 22 anni, fu segnato dall'alcolismo, infedeltà e comportamenti violenti da parte di lui, prima del divorzio, avvenuto nel 1965.
Grable in seguito si fidanzò con il ballerino di 23 anni più giovane Bob Remick, con il quale rimase per il resto della sua vita.

## Filmografia parziale
- Giorni felici (Happy Days), regia di Benjamin Stoloff (1929)
- New Movietone Follies of 1930, regia di Benjamin Stoloff (1930) (non accreditata)
- Whoopee!, regia di Thornton Freeland (1930)
- Kiki, regia di Sam Taylor (1931)
- Il re dei chiromanti (Palmy Days), regia di A. Edward Sutherland (1931)
- Il re dell'arena (The Kid from Spain), regia di Leo McCarey (1932) (non accreditata)
- Il prezzo del piacere (Child of Manhattan), regia di Edward Buzzell (1933)
- L'età pericolosa (What Price Innocence?), regia di Willard Mack (1933)
- Cavalcata (Cavalcade), regia di Frank Lloyd (1933)
- Cerco il mio amore (The Gay Divorcee), regia di Mark Sandrich (1934)
- Seguendo la flotta (Follow the Fleet), regia di Mark Sandrich (1936)
- La jena di Barlow (Don't Turn Them Loose), regia di Benjamin Stoloff (1936)
- Pigskin Parade, regia di David Butler (1936)
- This Way Please, regia di Robert Florey (1937)
- Ritmi a scuola (College Swing), regia di Raoul Walsh (1938)
- Notti argentine (Down Argentine Way), regia di Irving Cummings (1940)
- Una notte a Broadway (Tin Pan Alley), regia di Walter Lang (1940)
- Appuntamento a Miami (Moon Over Miami), regia di Walter Lang (1941)
- Il mio avventuriero (A Yank in the R.A.F.), regia di Henry King (1941)
- Situazione pericolosa (I Wake Up Screaming), regia di H. Bruce Humberstone (1941)
- Maia, la sirena delle Hawaii (Song of the Islands), regia di Walter Lang (1942)
- Baci, carezze e pugni (Footlight Serenade), regia di Gregory Ratoff (1942)
- In montagna sarò tua (Springtime in the Rockies), regia di Irving Cummings (1942)
- L'isola delle sirene (Coney Island), regia di Walter Lang (1943)
- Sweet Rosie O'Grady, regia di Irving Cummings (1943)
- La fidanzata di tutti (Pin up Girl), regia di H. Bruce Humberstone (1944)
- Il cavallino d'oro (Diamond Horseshoe), regia di George Seaton (1945)
- Donne e diamanti (The Dolly Sisters), regia di Irving Cummings (1945)
- Ogni donna ha il suo fascino (Do You Love Me), regia di Gregory Ratoff (1946) (non accreditata)
- The Shocking Miss Pilgrim, regia di George Seaton (1947)
- Come nacque il nostro amore (Mother Wore Tights), regia di Walter Lang (1947)
- La signora in ermellino (That Lady in Ermine), regia di Ernst Lubitsch (1948)
- When My Baby Smiles at Me, regia di Walter Lang (1948)
- L'indiavolata pistolera (The Beautiful Blonde from Bashful Bend), regia di Preston Sturges (1949)
- La Venere di Chicago (Wabash Avenue), regia di Henry Koster (1950)
- Per noi due il paradiso (My Blue Heaven), regia di Henry Koster (1950)
- Butterfly americana (Call Me Mister), regia di Lloyd Bacon (1951)
- Aspettami stasera (Meet Me After the Show), regia di Richard Sale (1951)
- The Farmer Takes a Wife, regia di Henry Levin (1953)
- Come sposare un milionario (How to Marry a Millionaire), regia di Jean Negulesco (1953)
- Mia moglie preferisce suo marito (Three for the Show), regia di Henry C. Potter (1955)
- Scandalo al collegio (How to Be Very, Very Popular), regia di Nunnally Johnson (1955)

### Film o documentari dove appare Betty Grable
- The Casting Couch, regia di John Sealey - video con filmati di repertorio (1995)

## Doppiatrici italiane
- Rosetta Calavetta in In montagna sarò tua, Donne e diamanti, Aspettami stasera, Mia moglie preferisce suo marito, Scandalo al collegio
- Dhia Cristiani in Come nacque il nostro amore, Per noi due il paradiso, Butterlfly americana, Come sposare un milionario
- Lydia Simoneschi in Seguendo la flotta, La fidanzata di tutti, L'indiavolata pistolera
- Clelia Bernacchi in Situazione pericolosa